# آدرلان سیلوا
آدرلان سیلوا (انگلیسی: Aderlan Silva؛ زادهٔ ۱۸ اوت ۱۹۹۰) بازیکن فوتبال اهل برزیل است.
از باشگاه‌هایی که در آن بازی کرده‌است می‌توان به باشگاه فوتبال آکادمیکا اشاره کرد.